# Arnaud Djoum
Arnaud Sutchuin Djoum (* 2. Mai 1989 in Yaoundé) ist ein kamerunisch-belgischer Fußballspieler.

## Karriere

### Verein
Djoum begann mit dem Vereinsfußball in der Nachwuchsabteilung des Royal Scup Dieleghem Jette und wechselte später in die Jugend des FC Brüssel. Hier wurde er 2006 in den Profikader integriert und absolvierte in seiner ersten Saison zwölf Ligapartien. Zur neuen Saison verpflichtete ihn dann der RSC Anderlecht. Nach einer Saison und ohne einen Ligaspieleinsatz verließ er diesen Verein und zog zum niederländischen Klub Roda Kerkrade weiter. Hier etablierte er sich als Stammspieler und stand die nächsten fünf Jahre unter Vertrag. Im Sommer 2014 wechselte er zum westtürkischen Erstligist Akhisar Belediyespor. Bereits nach einer halben Saison verließ er diesen Klub wieder. Von Februar bis Mai 2015 spielte er in Polen bei Lech Posen, bevor Djoum  im September desselben Jahres einen Vertrag bei Heart of Midlothian aus der Scottish Premiership unterschrieb. Nach vier Jahren in Schottland wechselte er 2019 zum Al-Raed FC nach Saudi-Arabien. Im Sommer 2021 ging er dann weiter zum zyprischen Erstligisten Apollon Limassol und gewann dort am Ende der Spielzeit die nationale Meisterschaft. Anschließend war Djoum kurzzeitig ohne Verein, ehe er sich im Oktober 2022 Dundee United in Schottland anschloss.

### Nationalmannschaft
Djoum spielte sowohl für die Belgische U-17- als auch die U-20-Nationalmannschaft. Im September 2016 kam er im Qualifikationsspiel zur Fußball-Afrikameisterschaft 2017 gegen die Gambische Fußballnationalmannschaft, zu seinem ersten Einsatz für die Kamerunische Fußballnationalmannschaft. Er nahm auch an der Fußball-Afrikameisterschaft 2017 teil und konnte hier den Titel, mit der Mannschaft gewinnen. Bis 2021 absolvierte Djoum insgesamt 28 Länderspiele für Kamerun, einen Treffer gelang ihm jedoch nicht dabei.

## Erfolge
Verein
- Polnischer Meister: 2015
- Zyprischer Meister: 2022

Nationalmannschaft
- Afrikameister: 2017